# Burganes de Valverde
Burganes de Valverde település Spanyolországban,  Zamora tartományban. Burganes de Valverde Faramontanos de Tábara, Friera de Valverde, Navianos de Valverde, Villanázar, Milles de la Polvorosa és Bretocino községekkel határos. Lakosainak száma 618 fő (2024).

## Népesség
A település népessége az utóbbi években az alábbiak szerint változott:
| Lakosok száma | 882  | 859  | 811  | 810  | 754  | 713  | 675  | 663  | 623  | 618  |
|               | 2001 | 2004 | 2007 | 2009 | 2012 | 2014 | 2017 | 2019 | 2022 | 2024 |